# Временная администрация ООН для Восточной Славонии, Бараньи и Западного Срема

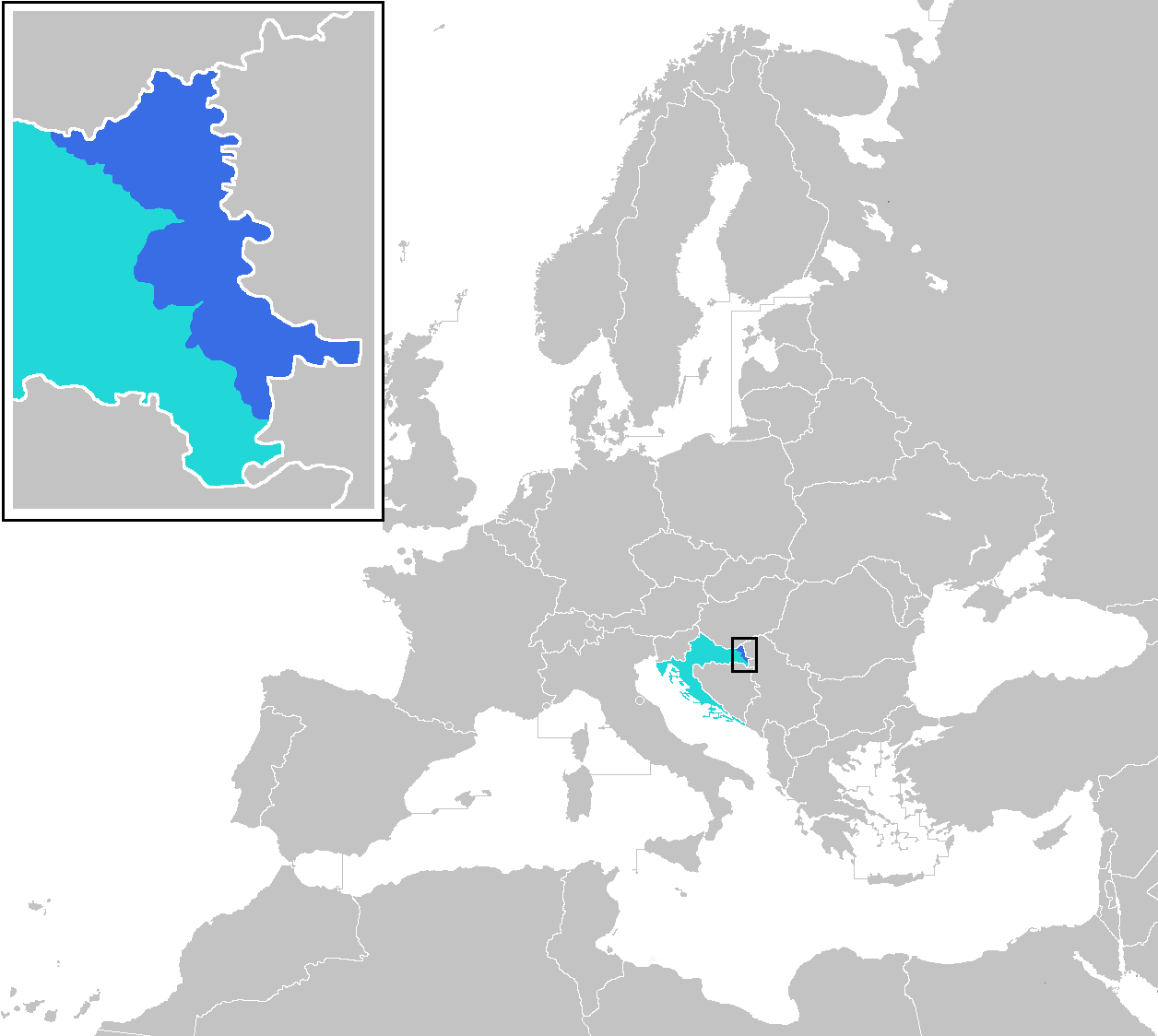

Временная администрация Организации Объединенных Наций для Восточной Славонии, Бараньи и Западного Срема (англ. United Nations Transitional Administration for Eastern Slavonia, Baranja and Western Sirmium, UNTAES, хорв. Prijelazna uprava Ujedinjenih naroda za istočnu Slavoniju, Baranju i zapadni Srijem, серб. Прелазна управа Уједињених нација за источну Славонију, Барању и западни Срем) — бывшая миссия ООН по поддержанию мира в восточной части Хорватии (область Срем-Баранья) в 1996—1998 гг, установленная Советом Безопасности ООН резолюцией 1037 от 15 января 1996 года.
После операции «Буря» в августе 1995 осталась единственная часть республики Сербская Краина, не перешедшая под контроль хорватов на востоке — на границе с Сербией.
Миссия UNTAES была создана после подписания Эрдутского соглашения между хорватским правительством и представителями сербов. Миссия началась 15 января 1996 и должна была продолжаться один год, в течение которого её представители должны были следить за демилитаризацией этих районов и обеспечением мирной реинтеграции территории в состав Хорватии. Военная и гражданская миссия состояла из немногим более 4800 солдат, 400 с лишним полицейских и 99 военных наблюдателей.
Через год мандат был продлен еще на один год и завершен 15 января 1998 года. Группа поддержки из 180 сотрудников гражданской полиции ООН продолжает следить за действиями хорватской полиции и контролировать возвращение беженцев.